# IRB Sevens World Series 2011-2012
Navigation
2010-2011 2012-2013
Les IRB Sevens World Series 2011-2012 sont la 13e édition des séries mondiales masculines de rugby à sept, la compétition la plus importante du monde de rugby à sept. Elle se déroule du 25 novembre 2011 au 13 mai 2012. L'équipe de Nouvelle-Zélande conserve son titre en remportant la compétition ; les Fidji terminent deuxième, l'Angleterre troisième.

## Équipes permanentes
Douze équipes permanentes participent aux neuf étapes du circuit mondial. Elles sont permanentes depuis la saison 2008-2009.
- Afrique du Sud
- Angleterre
- Argentine
- Australie
- Écosse
- États-Unis
- Fidji
- France
- Pays de Galles
- Kenya
- Nouvelle-Zélande
- Samoa

## Étapes
| Date                      | Étape            | Lieu                                       | Vainqueur        |
| ------------------------- | ---------------- | ------------------------------------------ | ---------------- |
| 25 et 26 novembre 2011    | Australie        | Skilled Park, Gold Coast                   | Fidji            |
| 2 et 3 décembre 2011      | Dubaï            | The Sevens, Dubaï                          | Angleterre       |
| 10 et 11 décembre 2011    | Afrique du Sud   | Nelson Mandela Bay Stadium, Port Elizabeth | Nouvelle-Zélande |
| 3 et 4 février 2012       | Nouvelle-Zélande | Westpac Stadium, Wellington                | Nouvelle-Zélande |
| 10 au 12 février 2012     | États-Unis       | Sam Boyd Stadium, Las Vegas                | Samoa            |
| 23 au 25 mars 2012        | Hong Kong        | Hong Kong Stadium, Hong Kong               | Fidji            |
| 31 mars et 1er avril 2012 | Japon            | Chichibunomiya Rugby Stadium, Tokyo        | Australie        |
| 5 et 6 mai 2012           | Écosse           | Scotstoun Stadium, Glasgow                 | Nouvelle-Zélande |
| 12 et 13 mai 2012         | Angleterre       | Stade de Twickenham, Londres               | Fidji            |

## Classement
| Classement 2011– 2012 | Classement 2011– 2012     | Classement 2011– 2012 | Classement 2011– 2012 | Classement 2011– 2012 | Classement 2011– 2012 | Classement 2011– 2012 | Classement 2011– 2012 | Classement 2011– 2012 | Classement 2011– 2012 | Classement 2011– 2012 | Classement 2011– 2012 |
| Pos.                  | Équipe                    | Gold Coast            | Dubaï                 | Port Élizabeth        | Wellington            | Las Vegas             | Hong Kong             | Tokyo                 | Glasgow               | Londres               | Points                |
| --------------------- | ------------------------- | --------------------- | --------------------- | --------------------- | --------------------- | --------------------- | --------------------- | --------------------- | --------------------- | --------------------- | --------------------- |
| 1                     | Nouvelle-Zélande          | 19                    | 10                    | 22                    | 22                    | 19                    | 19                    | 17                    | 22                    | 17                    | 167                   |
| 2                     | Fidji                     | 22                    | 17                    | 12                    | 19                    | 17                    | 22                    | 13                    | 17                    | 22                    | 161                   |
| 3                     | Angleterre                | 10                    | 22                    | 15                    | 17                    | 10                    | 15                    | 15                    | 19                    | 12                    | 135                   |
| 4                     | Samoa                     | 12                    | 3                     | 17                    | 15                    | 22                    | 13                    | 19                    | 13                    | 19                    | 133                   |
| 5                     | Afrique du Sud            | 17                    | 12                    | 19                    | 13                    | 15                    | 17                    | 12                    | 10                    | 10                    | 125                   |
| 6                     | Australie                 | 15                    | 13                    | 10                    | 7                     | 7                     | 10                    | 22                    | 15                    | 13                    | 112                   |
| 7                     | Argentine                 | 8                     | 15                    | 5                     | 5                     | 12                    | 12                    | 10                    | 10                    | 15                    | 92                    |
| 8                     | Pays de Galles            | 13                    | 10                    | 13                    | 5                     | 10                    | 10                    | 10                    | 12                    | 8                     | 91                    |
| 9                     | France                    | 10                    | 19                    | 10                    | 10                    | 3                     | 5                     | 8                     | 5                     | 3                     | 73                    |
| 10                    | Écosse                    | 7                     | 8                     | 8                     | 3                     | 2                     | 5                     | 3                     | 5                     | 7                     | 48                    |
| 11                    | États-Unis                | 5                     | 7                     | 5                     | 1                     | 5                     | 7                     | 7                     | 2                     | 2                     | 41                    |
| 12                    | Kenya                     | 1                     | 2                     | 2                     | 8                     | 13                    | 8                     | 2                     | 3                     | 1                     | 40                    |
| 13                    | Canada                    | 0                     | 5                     | 7                     | 10                    | 8                     | 3                     | 0                     | 0                     | 0                     | 33                    |
| 14                    | Espagne                   | 0                     | 0                     | 0                     | 0                     | 0                     | 2                     | 0                     | 7                     | 10                    | 19                    |
| 15                    | Portugal                  | 0                     | 5                     | 1                     | 0                     | 0                     | 1                     | 5                     | 1                     | 5                     | 18                    |
| 16                    | Tonga                     | 5                     | 0                     | 0                     | 12                    | 0                     | 0                     | 0                     | 0                     | 0                     | 17                    |
| 17                    | Japon                     | 2                     | 0                     | 0                     | 1                     | 5                     | 1                     | 1                     | 0                     | 0                     | 10                    |
| 17                    | Russie                    | 0                     | 0                     | 0                     | 0                     | 0                     | 0                     | 1                     | 8                     | 1                     | 10                    |
| 17                    | Zimbabwe                  | 0                     | 1                     | 3                     | 0                     | 0                     | 0                     | 0                     | 1                     | 5                     | 10                    |
| 20                    | Hong Kong                 | 0                     | 0                     | 0                     | 0                     | 0                     | 0                     | 5                     | 0                     | 0                     | 5                     |
| 21                    | Papouasie-Nouvelle-Guinée | 3                     | 0                     | 0                     | 0                     | 0                     | 0                     | 0                     | 0                     | 0                     | 3                     |
| 22                    | Îles Cook                 | 0                     | 0                     | 0                     | 2                     | 0                     | 0                     | 0                     | 0                     | 0                     | 2                     |
| 23                    | Brésil                    | 0                     | 0                     | 0                     | 0                     | 1                     | 0                     | 0                     | 0                     | 0                     | 1                     |
| 23                    | Maroc                     | 0                     | 0                     | 1                     | 0                     | 0                     | 0                     | 0                     | 0                     | 0                     | 1                     |
| 23                    | Niue                      | 1                     | 0                     | 0                     | 0                     | 0                     | 0                     | 0                     | 0                     | 0                     | 1                     |
| 23                    | Émirats arabes unis       | 0                     | 1                     | 0                     | 0                     | 0                     | 0                     | 0                     | 0                     | 0                     | 1                     |
| 23                    | Uruguay                   | 0                     | 0                     | 0                     | 0                     | 1                     | 0                     | 0                     | 0                     | 0                     | 1                     |
| 28                    | Chine                     | 0                     | 0                     | 0                     | 0                     | 0                     | 0                     | 0                     | 0                     | 0                     | 0                     |
| 28                    | Guyana                    | 0                     | 0                     | 0                     | 0                     | 0                     | 0                     | 0                     | 0                     | 0                     | 0                     |
| 28                    | Philippines               | 0                     | 0                     | 0                     | 0                     | 0                     | 0                     | 0                     | 0                     | 0                     | 0                     |

## Joueurs

### Meilleur réalisateur
| Points inscrits | Points inscrits          | Points inscrits | Points inscrits |
| Pos.            | Joueur                   | Points          |                 |
| --------------- | ------------------------ | --------------- | --------------- |
| 1               | Tomasi Cama Junior (NZL) | 390             |                 |
| 2               | Metuisela Talebula (FIJ) | 271             |                 |
| 3               | Colin Gregor (SCO)       | 242             |                 |
| 4               | Mathew Turner (ENG)      | 194             |                 |
| 5               | Dan Norton (ENG)         | 191             |                 |
| 6               | Branco du Preez (RSA)    | 175             |                 |
| 7               | Tom Iosefo (SAM)         | 167             |                 |
| 8               | Paul Albaladejo (FRA)    | 159             |                 |
| 9               | Tom Mitchell (ENG)       | 154             |                 |
| 10              | Frank Halai (NZL)        | 150             |                 |

### Meilleur marqueur
| Essais marqués | Essais marqués           | Essais marqués | Essais marqués |
| Pos.           | Joueur                   | Essais         |                |
| -------------- | ------------------------ | -------------- | -------------- |
| 1              | Mathew Turner (ENG)      | 38             |                |
| 2              | Dan Norton (ENG)         | 37             |                |
| 3              | Tomasi Cama Junior (NZL) | 34             |                |
| 4              | Tom Iosefo (SAM)         | 33             |                |
| 5              | Frank Halai (NZL)        | 30             |                |
| 6              | James Fleming (SCO)      | 29             |                |
| 7              | Joeli Lutumailagi (FIJ)  | 28             |                |
| 8              | Paul Perez (SAM)         | 27             |                |
| 9              | Richard Smith (WAL)      | 26             |                |
| 10             | Waisea Nayacalevu (FIJ)  | 25             |                |
| 10             | Metuisela Talebula (FIJ) | 25             |                |